# Сергий (Голубцов)
Архиепи́скоп Се́ргий (в миру Па́вел Алекса́ндрович Голубцо́в; 16 апреля (29 апреля) 1906, Сергиев Посад — 16 июня 1982, там же) — епископ Русской православной церкви; архиепископ Казанский и Марийский; реставратор, иконописец.

## Биография
Отец — профессор Московской духовной академии Александр Петрович Голубцов (1860—1911), специалист в области литургики и церковной археологии. Мать — Ольга Сергеевна, урождённая Смирнова (1867—1920), дочь протоиерея, ректора Московской духовной академии. Умерла, заразившись оспой, ухаживая за крестьянскими детьми. В семье было 12 детей, в том числе Иван, доктор исторических наук и Николай, известный московский священник. Ещё один сын, Серафим, также был священником.
Детство провёл в Сергиевом Посаде, большое влияние на формирование его личности оказал иеросхимонах Алексий (Соловьёв), который, по воспоминаниям архиепископа Сергия, был «выдающимся благодатным старцем» и советовал ему «учиться реставрации поглубже, не разбрасываться, чтобы потом быть серьёзным специалистом».
В 1923 году окончил среднюю школу в Сергиевом Посаде. В 1923—1924 годах учился живописи у местных художников, тогда же познакомился со священником Павлом Флоренским, присутствовал на его богослужениях, которые запомнились ему глубоким благоговением, одухотворённостью и красотой. С 1924 года жил в Москве, где работал в Государственном историческом музее: рисовальщиком, библиографом, с 1929 года — художником-реставратором. С 1925 года занимался в отделе древнерусской живописи Государственных центральных реставрационных мастерских, которыми руководил академик Игорь Грабарь. Участвовал в реставрационных работах, а также копировал фрески новгородских храмов, которые позднее погибли в годы Великой Отечественной войны.
В конце 20-х — начале 30-х годов XX века познакомился со схиархимандритом Иларионом (Удодовым), который стал его духовником. Именно отец Иларион благословил его на церковное служение, а впоследствии — на принятие монашества и священного сана.
В 1928—1930 годах учился на втором и третьем курсах отделения теории и истории изобразительных искусств этнологического факультета Московского государственного университета. Завершить университетское образование ему не удалось из-за ареста в марте 1930 года и последующей высылки на три года в Северный край, где он работал художником-декоратором в железнодорожном клубе посёлка Няндомы.
В 1933 году вернулся в Москву, где был вынужден работать по договорам художником-оформителем. Только в 1940 году он вновь смог заняться научно-реставраторской деятельность в Государственном историческом музее. За год он подготовил два научных доклада — «К вопросу о монументальной живописи в бывшем Пафнутьево-Боровском монастыре в связи с его архитектурой» и «Два портрета патриарха Адриана в собрании Государственного Исторического Музея». В начале Великой Отечественной войны, в августе 1941 года был призван в армию, служил сержантом в 6-м запасном автомобильном учебном полку, работая батальонным, а затем полковым художником, демобилизован в 1945 году. Награждён медалью «За победу над Германией в Великой Отечественной войне 1941—1945 гг.» Во время войны был под обстрелом, но на передовую не попал, как предсказывал ему схиархимандрит Иларион (Удодов) перед отправкой в армию: «Пока туда-сюда, война и кончится».
После закрытия Троице-Сергиевой лавры в 1919 году глава преподобного Сергия Радонежского была изъята и скрыта у Юрия Олсуфьева. В конце лета 1928 года честная глава была передана Павлом Голубцовым С. В. Олсуфьевой, жившей в то время в Люберцах. Однако после начала войны риск хранить главу в Люберцах стал слишком велик, так как Олсуфьеву могли арестовать со дня на день, что и произошло 1 ноября 1941 года, а Голубцова могли призвать в армию. Именно поэтому в промежуток от начала войны (22 июня) до своего призыва в армию (20 августа 1941 года) Голубцов перенёс главу преподобного из Люберец к своему духовнику отцу Илариону, служившему в храме Владимирской иконы Божией Матери в Виноградове.
По окончании войны Павел Голубцов перенёс главу преподобного на московскую квартиру Е. П. Васильчиковой (лето 1945 — весна 1946 года), которая, когда открылась Троице-Сергиева лавра, передала главу патриарху Алексию I.
Возвращение главы преподобного Сергия к его мощам произошло 7 (20) апреля 1946 года, в Великую субботу. По благословению патриарха эта честь выпала отцу Илариону.
Окончил Московскую духовную семинарию (1947), Московскую духовную академию со степенью кандидата богословия (1951; тема кандидатской работы: «Способы воплощения богословских идей в творчестве преподобного Андрея Рублёва»).
В 1950—1953 годах — ответственный представитель от Московской латриархии по реставрации Троицкого собора Троице-Сергиевой лавры. По словам Игоря Грабаря, «в его лице объединяются знающий археолог, и наделённый большой интуицией искусствовед, и практик-реставратор». Участвовал в реставрации иконостаса и росписи трапезного Успенского храма в Новодевичьем монастыре (1946), возглавлял группу по реставрации «Царских чертогов» Московской духовной академии (1946—1947) и бригаду художников, реставрировавших живопись главного купола Богоявленского патриаршего собора в Москве (1947). Позднее, в 1954 году, участвовал в реставрации настенной живописи в этом соборе и руководил написанием икон для иконостаса кафедрального собора Рождества Богородицы в Ростове-на-Дону.
2 апреля 1950 года по благословению своего духовника отца Илариона был пострижен в монашество, 7 апреля патриархом Алексием I рукоположён во иеродиакона, а 28 мая — во иеромонаха. С 1951 года был духовником богомольцев лавры. С 1951 года — преподаватель церковной археологии и древнееврейского языка в Московской духовной академии, с 3 марта 1954 года — доцент. Организатор и с 1953 года руководитель Церковно-археологического кабинета. В 1953—1962 годах трудился над магистерской работой «Живописное и иконописное направления в церковной живописи и их онтологическая оценка», но не завершил её.
18 июля 1953 года иеромонах Сергий был награждён наперсным крестом.
18 июля 1954 года возведён в сан архимандрита.
17 октября 1955 года патриарх и Священный синод определили архимандриту Сергию быть епископом Старорусским. Как вспоминал сам Сергий, епископский сан ему предсказал его духовник отец Иларион ещё в 1940 году. Когда Голубцов спросил старца о возможности для себя принятия сана священника, отец Иларион неожиданно ответил: «Кто епископства желает, доброго дела желает, но епископ должен быть мучеником». Через 15 лет Павел Голубцов принял епископский сан.
30 октября 1955 года в Покровском академическом храме состоялась его хиротония во епископа Старорусского, викария Ленинградской епархии. Хиротонию совершали патриарх Алексий I, митрополит (бывший Пражский) Елевферий (Воронцов), митрополит Новосибирский и Барнаульский Варфоломей (Городцев), епископ Волынский и Ровенский Палладий (Каминский), епископ (бывший Прешовский) Алексий (Дехтерёв).
Начало епископского служения владыки Сергия было связано с исполнением давнего желания верующих новгородцев: 19 сентября 1956 году были установлены в новгородском Николо-Дворищенском соборе честные мощи святителя Никиты, епископа Новгородского, переданные из новгородского Софийского собора. 
22 ноября 1956 году Новгородская епархия была выделена из Ленинградской, и епископ Старорусский Сергий с 1 января 1957 года стал её управляющим. Организовал в Новгороде епархиальное управление, при котором создал ряд учреждений — мастерские по пошиву облачений, ряс и других церковных одежд и принадлежностей, реставрации икон, столярную мастерскую и бригаду рабочих по ремонту храмов епархии. По его инициативе в 1959 году были проведены реставрационно-живописные работы в действовавшем Николо-Дворищенском соборе Новгорода, в результате которых была обнаружена стенная темперная живопись XVIII века. Вёл очень скромный монашеский образ жизни. Занимался написанием икон для храмов Новгорода и Старой Руссы.
Часто проводил богослужения, стремился использовать новгородский опыт церковного пения. В епархиальном отчёте за 1957 год отмечалось:

Праздничные службы в некоторой степени напоминали давние новгородские традиции уставностью и торжественностью своих богослужений и особенно украшались хором старейших новгородских певчих, весьма церковно исполнявших традиционные новгородские напевы священных песнопений.

23 августа 1959 года, в связи с празднованием 1100-летия Новгорода, утверждён епископом Новгородским и Старорусским. 25 февраля 1963 года возведён в сан архиепископа.
В 1964 году стал почётным членом Московской духовной академии.
Всего за годы управления Новгородской епархией архиепископ Сергий совершил около 1850 служений всенощных бдений и Божественных Литургий, не считая выходов на полиелеи, акафистов и молебнов. Однако будничные службы были более по душе владыке, как монаху. Тогда он, облачённый в простую иноческую одежду, принимал участие в службе как псаломщик, читая или исполняя церковные песнопения на клиросе. На эти службы он приходил как обычный прихожанин, пешком, обычно без сопровождающих, часто останавливаемый на пути знакомыми и незнакомыми людьми, желавшими получить его благословение или совет по какому-либо делу или просто приветствовать владыку.
В ходе Хрущёвской антирелигиозной кампании конца 1950-х — начала 1960-х годов епархия лишилась Николо-Дворищенского собора, который был передан музею. «Кафедральным собором» стал аварийный  храм Филиппа Апостола на окраине Новгорода, по размерам в два раза меньший Никольского собора. Число приходов сократилось с 40 до 25. В начале 1967 года архиепископ Сергий перенёс инсульт, но продолжал руководить епархией, а в мае 1967 года вновь начал совершать богослужения.
В том же году ленинградский митрополит Никодим (Ротов) добился принятия решения вновь включить Новгородскую епархию в состав Ленинградской, мотивируя это тем, что архиепископ Сергий не мог эффективно отстаивать церковные интересы. По мнению митрополита Льва (Церпицкого), архиепископ Сергий «был человеком интеллигентным и образованным, но по своему характеру слишком мягким, чтобы противостоять тому организованному натиску, с которым местные власти стремились ликвидировать религиозную жизнь в области». Кроме того, объединение епархий способствовало усилению влияния самого митрополита Никодима.
7 октября 1967 года владыка Сергий был назначен архиепископом Казанским и Марийским, но в управление епархией не вступил, и 23 октября на Казанскую кафедру был возвращён архиепископ Михаил (Воскресенский). Вначале владыка попросил отпуск по болезни, а в январе 1968 года, формально по медицинским соображениям, был уволен за штат. С того времени жил в Троице-Сергиевой лавре.
Находясь на покое, продолжал служить и проповедовать. С 1971 года осуществлял общее руководство братскими духовниками лавры; к нему на исповедь и беседы приходили многие люди разного социального положения и возраста. Пел в братском лаврском хоре, написал свыше 500 икон (в основном, образы преподобного Сергия Радонежского), продолжал заниматься исследованиями по истории иконописи. Подготовил к печати переработанный вариант своей кандидатской работы, опубликованной в «Богословских трудах» (сборник 22, М., 1981). Вплоть до 1980 года, когда тяжело заболел, работал по 10-14, а иногда и по 16 часов в сутки. До весны 1982 года, когда состояние его здоровья ещё более ухудшилось, продолжал регулярно участвовать в богослужениях.
Отпевание владыки Сергия 18 июня в Успенском соборе Троице-Сергиевой Лавры по монашескому чину возглавил его духовный сын митрополит Минский и Белорусский Филарет (Вахромеев) и собрат архиепископ Волоколамский Питирим (Нечаев). В надгробном слове митрополит Филарет отметил, что лавра и академия знали владыку Сергия как ревностного архипастыря, учёного, преподавателя и опытного духовного руководителя, который с необычайным смирением нес свой иноческий крест.
Похоронен у алтаря церкви в честь Сошествия Святого Духа на апостолов Троице-Сергиевой лавры.

## Публикации
- О реставрации стенописи в Троицком соборе Троице-Сергиевой Лавры // Журнал Московской Патриархии. 1950. — № 9. — С. 60-63.
- Речь при наречении во епископа Старорусского // Журнал Московской Патриархии. 1955. — № 12. — С. 23-25.
- Икона Живоначальной Троицы // Журнал Московской Патриархии. 1972. — № 7. — С. 69—76.
- Воплощение богословских идей в творчестве преподобного Андрея Рублева [библ. 94] // Богословские труды. — 1981. — № 22. — С. 3—67.
- Средства выражения византийского стиля по отношению к реалистическому направлению в церковной живописи. Набросок с целью уяснения правильности поставленных вопросов // Богословский вестник. 2015. — № 16-17. — С. 333—353
- Выражение литургической жизни Православной Церкви в храмовой архитектуре // Богословский вестник. 18-19. 2015. — № 3 июль-сентябрь, № 4 октябрь-декабрь. — С. 445—465.
- Изучение путей к упрочению и уставности литургической жизни всей Православной Церкви, переданной через церковное Предание и находящей выражение в иконописи и церковной архитектуре // Богословский вестник. 20-21. 2016. — № 1 январь-март, № 2 апрель-июнь. — С. 376—414.
- Живописное и иконописное направление в церковной живописи и их онтологическая оценка // Богословский вестник. 2016. — № 22-23. — Выпуск 3-4. — С. 454—478; 2017. — № 24-25. — С. 629—676